# .af
.af е интернет домейн от първо ниво за Афганистан. Администрира се от AFGNIC.

## Домейни от второ ниво
- com.af
- edu.af
- gov.af
- net.af
- org.af